# Aesculus mutabilis
Aesculus mutabilis är en kinesträdsväxtart som först beskrevs av Édouard Spach, och fick sitt nu gällande namn av Scheele. Aesculus mutabilis ingår i släktet hästkastanjer, och familjen kinesträdsväxter. Inga underarter finns listade i Catalogue of Life.